# Marmaroxylon racemosum
El angelín rajado (Marmaroxylon  racemosum)  es una especie perteneciente a la familia de las leguminosas (Fabaceae). Es endémica de Guayana Francesa, Guyana, Surinam, Venezuela, Colombia y Perú. Está amenazada por pérdida de hábitat. Se la conoce también como "angicorajado".